# Спекулятивный постгуманизм
Спекулятивный постгуманизм — направление в постгуманизме, занимающееся изучением теоретического существования постчеловека не только в сфере человеческих структур, но и нечеловеческих агентов.

## Основные идеи
В отличие от критического постгуманизма, основной взгляд которого направлен на политическую и культурную сторону вопроса о постчеловеке, спекулятивный постгуманизм рассматривает возможность создания постчеловека с помощью технологий и то, как это отразится на самом процессе мышления человека. Спекулятивный постгуманизм заявляет, что люди могли бы существовать среди нас, и даже могли бы считаться потомками или правопреемниками человеческого вида, наследуя некоторые социальный и культурные особенности. Однако параллельно с этим не исключается и того факта, что постчеловека может оказаться полностью чуждым человеческой природе и будет существовать автономно от неё, в другой системе ценностей и координат.
Часто спекулятивный постгуманизм путают с трансгуманизмом. Однако это неверно, так как трансгуманизм рассматривает лишь вопросы, касающиеся улучшения человека при помощи различных модификаций и дополнений, в то время как спекулятивный постгуманизм рассматривает возможность существования постчеловека также вне человеческих структур, с кардинально отличающимся самосознанием, когнитивными способностями и пр. Спекулятивный постгуманизм допускает существование постлюдей, однако, в отличие от многих других течений постгуманизма, сторонники течения не считают, что постчеловека обязательно окажется лучше или хуже современного человека, но они считают, что процесс его появления необратим. Сейчас же, однако, постлюдей не существует, по их мнению, потому, что пока что не было никаких подтверждений о появлении существ, обособленных от человеческого общества и принятых культурных норм и традиций. Вероятные нечеловеческие агенты смогут принимать те роли и искать те смыслы, которые в человеческом обществе даже не рассматривались или были неизвестны.